# آندری دریزملیا
آندری دریزملیا (اوکراینی: Андрiй Васильович Дериземля؛ زادهٔ ۱۸ اوت ۱۹۷۷) ورزشکاران دوگانه در بازی‌های المپیک زمستانی اهل اوکراین است.